# الجبهة الشعبية الثورية لتحرير فلسطين
الجبهة الثورية الشعبية لتحرير فلسطين هي جماعة فلسطينية متشددة. شكلت الجبهة الشعبية لتحرير فلسطين في فبراير 1972 بعد الانشقاق عن الجبهة الشعبية لتحرير فلسطين. كان الصراع السياسي الداخلي قد ابتليت بالجبهة الشعبية منذ عمليات القمع على الحركات الفلسطينية في الأردن بعد الصراع في الأردن الذي يعرف باسم أيلول الأسود.

## نظرة عامة
بدأت الجبهة الثورية الشعبية لتحرير فلسطين بداياتها في أيلول الأسود عندما تقاتلت بين المسلحين الفلسطينيين والقوات المسلحة الأردنية. وقع القتال بين قوات التحرير الفلسطينية والقوات المسلحة الأردنية في الفترة من 27 سبتمبر 1970 إلى يوليو 1971. بعد وفاة الآلاف خلال النزاع معظمهم من الفلسطينيين كان جميع المقاتلين الفلسطينيين في الأردن بغض النظر عن الانتماء الجماعي طردهم الملك حسين من الأردن. ثم هرب المقاتلون الفلسطينيون إلى لبنان. حمل الجناح اليساري للجبهة الشعبية لتحرير فلسطين اللوم على «عدم كفاءة» القيادة اليمينية للجبهة الشعبية لتحرير فلسطين لهزيمتهم في الأردن. بعد وقت ليس ببعيد انفصل الجناح اليساري للجبهة الشعبية لتحرير فلسطين لتشكيل الجبهة الثورية الشعبية لتحرير فلسطين.

## تاريخ الجبهة الثورية الشعبية لتحرير فلسطين قبل الانشقاق عن الجبهة الشعبية لتحرير فلسطين
نظرة عامة على الجبهة الشعبية لتحرير فلسطين
- الجبهة الشعبية لتحرير فلسطين هي جماعة يسارية يسارية مسلحة.
- تم تأسيسها من خلال دمج حركة القوميين العرب وجبهة التحرير الفلسطينية وأبطال العودة والانتقام الشباب.
- تأسست في عام 1967
- الزعيم - جورج حبش
- الذي سعى إلى منافسة موقف ياسر عرفات في منظمة التحرير الفلسطينية ودفع الحركة الوطنية الفلسطينية نحو الأيديولوجية الماركسية اللينينية.
- ثاني أكبر مجموعة تشكل منظمة التحرير الفلسطينية.

## المعتقدات
- حل دولة واحدة
- مكافحة إسرائيل
- الجبهة الثورية الشعبية لتحرير فلسطين تؤمن بحل الدولة الواحدة للصراع الإسرائيلي الفلسطيني.
- لا تعترف بدولة إسرائيل.
- «لا شيء سوى القضاء على دولة إسرائيل كان مقبولا» (جانكي، بيتر وريتشارد سيم).
- رفض «كل أشكال التسوية السياسية مع إسرائيل»
- جزء من جبهة الرفض

## ميثاق الجبهة الشعبية لتحرير فلسطين
- الحرب الثورية هي حرب الشعب
- حرب العصابات للضغط على «الحل السلمى»
- لا حرب ثورية بدون نظرية ثورية
- حرب التحرير هي حرب فئة تسترشد بها الأيديولوجية الثورية
- المجال الرئيسي لنضالنا للثورة هو فلسطين
- ثورة في منطقتي الأردن

## صراعأيلول الأسودفي الأردن
- كان الصراع في أيلول الأسود حربا أهلية بين منظمة التحرير الفلسطينية التي كانت الجبهة الشعبية جزءا منها والقوات المسلحة الأردنية الهاشمية على حقها في حكم الأردن.
- سعت منظمة التحرير الفلسطينية إلى إقامة «دولة داخل دولة» فلسطينية في الأردن وتقويض سلطة الشرطة الأردنية. هذا أغضب الملك حسين. ثم قام الملك بشن حملة على منظمة التحرير الفلسطينية خوفا من قوة الميليشيات الفلسطينية. حاولت منظمة التحرير الفلسطينية اغتيال الملك حسين عدة مرات في 1 سبتمبر 1970.[1]
- اختطاف داوسون
  - اختطفت الجبهة أربعة طائرات وتم تفجيرها بعد إبعاد الرهائن.
  - تم نقل طائرات طيران سويسرا وتي دبليو أيه جوا إلى الأردن
  - تم نقل طائرة بان إم إلى القاهرة
  - في وقت لاحق تم نقل رحلة بوك إلى البحرين بدلا إلى الزرقاء
- في 15 سبتمبر 1970 شن الجيش الأردني هجوما ضد المسلحين الفلسطينيين. كانت هذه بداية الحرب الأهلية.
  - تفيد تقديرات المحافظين بأن ما بين 1000 و2000 فلسطيني قتلوا نتيجة للحرب
  - قال عرفات أن الجيش الأردني قتل ما بين 10 آلاف و25 ألف فلسطيني
  - من الصعب تحديد عدد القتلى بسبب عدم وجود بيانات عن الفلسطينيين الذين يعيشون في المنطقة
- بعد أن هزم الجيش الأردني المسلحين الفلسطينيين أمر الملك حسين بانسحاب جميع المسلحين الفلسطينيين من الأردن.

## السياسة الداخلية
- اتهم الفصيل اليساري من الجبهة الشعبية لتحرير فلسطين بأن «عدم كفاءة» القيادة اليمينية للجبهة الشعبية لتحرير فلسطين هي المسؤولة عن الهزيمة.[2]
- تم استدعاء المكتب السياسي لحزب العمل الاشتراكي العربي للوساطة بين الكسورين.
- لأن الجبهة الشعبية لتحرير فلسطين كانت مجموعة ذات دوافع أيديولوجية فإنها تعاني باستمرار من خلافات داخلية ناجمة عن اختلاف الآراء. كان البعض يعتقدون أنه ينبغي أن يكونوا أكثر يسارا في حين يعتقد البعض الآخر أنهم يجب أن ينسقوا أكثر مع حركة فتح.
- أثار هذا الصراع الداخلي فصائل داخل الجماعة بعضها انقسم عن الجبهة الشعبية. أحد الفصائل التي انفصلت عن الجبهة الشعبية.

## المجموعات التي تنقسم من الجبهة الشعبية
- الجبهة الشعبية لتحرير فلسطين – القيادة العامة
- منظمة فلسطين العربية
- الجبهة الديمقراطية لتحرير فلسطين
- الجبهة الثورية الشعبية لتحرير فلسطين

## بعد الانقسام عن الجبهة الشعبية لتحرير فلسطين
- بعد رؤية الإدانة العالمية للهجمات الإرهابية التي شنتها الجبهة الشعبية لتحرير فلسطين سعت الجبهة إلى الانضمام إلى التيار الرئيسي لفتح.
- ومع ذلك لا يزال حزب الجبهة الشعبية الثورية يعتقد أنه لم يتفاوض مطلقا مع إسرائيل ورفض الرأي الدبلوماسي لحركة فتح.
- حاولت الجبهة الشعبية لتحرير فلسطين أن تفصل بين نضالات الشعب الفلسطيني من الجهاد الإسلامي مع التخلي عن أي شخص يعتقد أنه الجهاد. المجموعة علمانية تماما.
- لم تقم الجبهة الشعبية لتحرير فلسطين ب«أي هجمات إرهابية معروفة» بعد انشقاقها عن الجبهة الشعبية لتحرير فلسطين بل عملت كمجموعة ماركسية يسارية لينينية.

## معلومات المجموعة
- تأسست في عام 1972 في لبنان بعد أن تم إبعاد المسلحين الفلسطينيين من الأردن.
- قادة
  - قبل الانقسام
  - جورج حبش
    - السياسي المسيحي الفلسطيني الذي أسس الجبهة الوطنية العلمانية اليسارية العلمانية.
    - في عام 1967 بعد حرب 1967 أسس حبش منظمته الخاصة. كانت هذه المنظمة هي الجبهة الشعبية لتحرير فلسطين وهي المنظمة الأم للجبهة الثورية الشعبية لتحرير فلسطين.
    - في عام 2000 تنحى حبش عن قيادة الجبهة الشعبية لتحرير فلسطين. في عام 2008 توفي حبش بسبب أزمة قلبية في عمان.
    - العقل المدبر لعمليات اختطاف داوسون في عام 1970 والتي ساهمت في قمع المسلحين الفلسطينيين بعد أيلول الأسود. بسبب دوره المؤثر في الجهود الفاشلة في الأردن كان حبش شخصية مثيرة للخلاف في الجبهة الشعبية. يعتقد بعض مرؤوسيه أنه سبب إطاحتهم من الأردن وأن إخفاقاته كانت جزءا كبيرا من السبب في تدمير منظمة التحرير الفلسطينية تقريبا. أدى هذا الاقتتال الداخلي إلى عدة فصائل داخل الجبهة الشعبية لتحرير الشعب الفلسطيني من أجل تقسيم وتشكيل منظماتهم.[بحاجة لمصدر]

  - بعد الانقسام
    - أبو الشباب
      - بعد الانقسام عن الجبهة الشعبية لتحرير فلسطين أصبح أبو الشباب الذي كان سابقا عضوا في المكتب السياسي للجبهة الشعبية لتحرير فلسطين قائدا للجبهة الشعبية لتحرير فلسطين.
      - قاد الجبهة الشعبية في اتجاه غير عنيف ويرجع ذلك إلى حد كبير إلى أن الشباب حاولوا تجنب إخفاقات الجبهة الشعبية خلال أيلول الأسود.

    - الحجم
      - انضم نحو 150 من مقاتلي الجبهة الشعبية إلى الجبهة الشعبية لتحرير فلسطين. لم تكن الجبهة الشعبية لتحرير فلسطين تلعب أي دور رئيسي في النضال الفلسطيني. يقال أنه تلقى في مرحلته الأولى من الوجود دعما من حركة فتح.

## روابط خارجية
حوادث إرهابية نسبت إلى الجبهة الثورية الفلسطينية لتحرير فلسطين في قاعدة بيانات الإرهاب العالمي.